# Trilok Gurtu
Trilok Gurtu (né le 30 octobre 1951 à Bombay) est un percussionniste qui opère des croisements entre musique indienne, jazz, funk, pop, sons africains, etc.

## Biographie

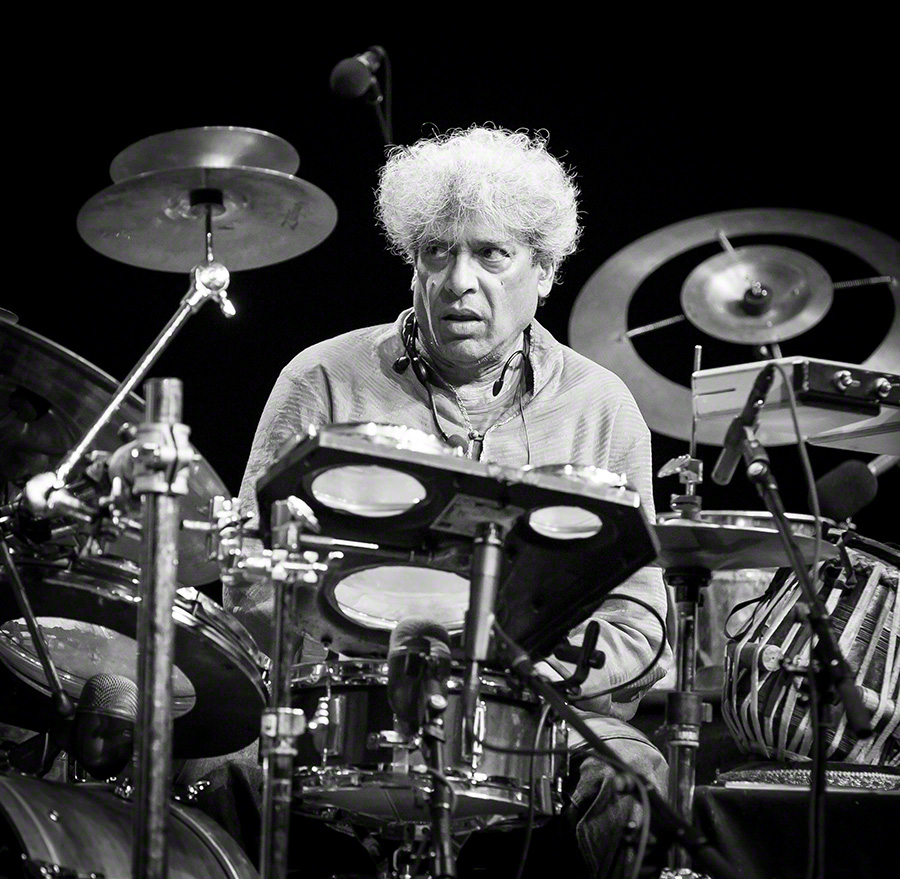
Trilok Gurtu, Oslo Jazzfestival 2016

D’origine indienne et scolarisé à Don Bosco High School, une école catholique de Bombay, Trilok Gurtu a baigné dès la petite enfance dans une intense culture musicale : son grand-père était un joueur de sitar reconnu et sa mère, Shobha Gurtu, une célèbre chanteuse d’hymnes classiques indiens. Elle a fortement encouragé son fils dans cette direction, en lui mettant très tôt un tablâ entre les mains (le tablâ est un instrument de percussion très répandu au nord de l'Inde. Il est utilisé dans les compositions musicales classiques, populaires et religieuses).
Dans les années 1970, Trilok Gurtu commença à apprendre à jouer de la batterie, et fut rapidement passionné par le jazz. En 1973, Trilok Gurtu, rejoint par le trompettiste Don Cherry, quitte l’Inde et s’exile d’abord en Europe, où il voyage et se produit deux années durant, puis aux États-Unis, où il fait la connaissance de multiples artistes.
En 1977, il effectue l’un de ses premiers enregistrements sur l’album Apo-Calypso du groupe Allemand Embryo. Sa mère chantera sur cet album, puis plus tard, sur son premier album solo intitulé Usfret (1988), que Trilok Gurtu enregistrera avec son propre groupe. De multiples artistes asiatiques résidant à Londres, tels Asian Dub Foundation, Talvin Singh ou Nitin Sawhney considérèrent Trilok Gurtu comme leur mentor et se laissèrent volontairement influencer par ses compositions.
À la fin des années 1980, Trilok Gurtu rencontre le groupe Mahavishnu Orchestra et son leader, John McLaughlin. Il révélera ses talents au sein du trio composé par le guitariste quatre années durant, accompagné à tour de rôle par les bassistes Jonas Hellborg, Kai Eckhardt et Dominique DiPiazza. L’étroite collaboration entre Gurtu et McLaughlin a entraîné des improvisations vocales, utilisant le konokol (méthode de percussion orale).
Après le décès du joueur de sitar et percussionniste Collin Walcott dans un accident de la circulation, Trilok Gurtu rejoignit le groupe Oregon, et apparut sur trois nouveaux albums : Ecotopia en 1987, 45th Parallele  en 1989 et Always, Never and Forever en 1991. Au début des années 1990, sa carrière fut à la fois celle d’un artiste solo et celle d’un leader de groupe. Il créa en 1993 les Crazy Saints, projet pour lequel il invita de célèbres musiciens tels que Joe Zawinul et Pat Metheny. Le public fut conquis par les compositions de ce groupe, alliant chants et rythmes indiens à des éléments de rock et de jazz moderne. L’année suivant leur création, les Crazy Saints entreprirent une tournée mondiale comprenant plus de 40 représentations en Europe. Le groupe se produisit également et à maintes reprises de la côte ouest à la côte est des États-Unis.
En 1996, le groupe The Glimpse, dont les compositions sont ancrées dans la tradition musicale indienne, voit le jour. À la fin des années 1990, The Glimpse entreprit de nombreuses tournées et se produisit sur la scène de nombreux festivals aux côtés de célèbres artistes tels que Bob Dylan, Eric Clapton ou R.E.M.. Kathak, African Fantasy ou Beat of Love, albums sortis entre 1998 et 2001, se firent avec la collaboration de chanteurs tels que Neneh Cherry, Salif Keita, Angelique Kidjo ou Oumou Sangare.
En 1999, Zakir Hussain et Bill Laswell fondèrent un groupe nommé Tabla Beat Science, hautement influencé par la musique d’ambiance, hindoue, électronique et à percussion. Gurtu rejoignit ce groupe, avec Karsh Kale et Talvin Singh. Trois albums furent enregistrés: Tala Matrix (2000), Live in San Francisco at Stern Grove (2002), Talamanam Sound Clash: Further Adventures in Hypercussion (2003).
En 2004, Trilok enregistra un album en compagnie de Robert Miles, intitulé Miles Gurtu. En 2007, Trilok débuta une nouvelle collaboration avec le quatuor Arkè String, avec entre autres l’enregistrement de l’album Arkeology.

Côté récompenses, Trilok n'est pas en reste : prix du meilleur percussionniste, Trilok Gurtu a reçu maintes récompenses de 1994 à 2002, et a également été nommé pour le prix du meilleur artiste asiatique en 2002, 2003 et 2004 (en collaboration avec BBC Radio 3).
Il participe en 2006 au World Music Festival d'Oron-le-Châtel dans le canton de Vaud en Suisse romande.
Sa spécificité est d'intégrer au jeu du tablâ traditionnel les éléments principaux de la batterie. Son style musical inclut le fait de jouer sans tabouret, dans une position atypique, à genoux sur le plancher de la scène. Entouré de tablâs, de cymbales et de tambours occidentaux, Trilok Gurtu a trouvé son propre style, en faisant coïncider le côté artistique avec l’aspect esthétique, grâce au miroitement de ses instruments. Alliance de divers genres, les compositions de Trilok Gurtu rassemblent plutôt qu’elles ne divisent et prennent leurs sources dans de multiples traditions musicales. 

Il vit à Hambourg presque par hasard et a joué aux côtés de John McLaughlin, Don Cherry, Joe Zawinul, Jan Garbarek, Pat Metheny, Talvin Singh, Michel Bisceglia, Ralph Towner, Gert Kilian, Richard Bona ou encore Oumou Sangaré et Angélique Kidjo.

## Discographie
Ayant collaboré avec de nombreux groupes et artistes, le percussionniste indien apparaît sur un nombre impressionnant d'albums.

### En tant que leader
- 1987 : Usfret
- 1990 : Living Magic
- 1993 : Crazy Saints
- 1994 : Believe
- 1995 : Bad Habits Die Hard
- 1997 : The Glimpse
- 1998 : Kathak
- 2000 : African Fantasy
- 2001 : The Beat of Love
- 2002 : Remembrance
- 2003 : Izzat Respect
- 2004 : Broken Rhythms
- 2006 : Farakala - avec Frikyiwa Family
- 2006 : Arkeology - avec Arkè String Quartet
- 2007 : Twenty years of playing Tablâ
- 2009 : Massical
- 2013 : Spellbound

### Quelques collaborations (liste non exhaustive)
- 1976 : Apo-Calypso – avec Embryo
- 1978 : Message to the enemies of time – Family of percussion
- 1979 : Sunday Palaver – Family of percussion and guests
- 1980 : Here comes the family – Family of percussion with Archie Shepp
- 1980 : Anthology – avec Embryo
- 1983 : Finale - avec Charly Antolini
- 1989 : 45th Parallel - avec Oregon
- 1990 : India – Shobba Gurtu
- 1990 : Live at the Royal Festival Hall - avec John McLaughlin
- 1991 : Que Alegria – avec John McLaughlin
- 1992 : Always, Never and Forever - avec Oregon
- 1992 : Every day is ok – avec Embryo
- 1993 : Compact Jazz – avec John McLaughlin
- 1995 : Molom: A Legend of Mongolia – avec John McLaughlin
- 1996 : The Promise – avec John McLaughlin
- 1997 : Cty of Light[3] avec Bill Laswell chez Sub Rosa
- 2000 : Tala Matrix, Tabla Beat Science
- 2001 : Back to mine - avec  Talvin Sight
- 2002 : Live in San Francisco at Stern Grove
- 2003 : Talamanam Sound Clash: Further Adventures in Hypercussion
- 2004 : Miles Gurtu - avec Robert Miles
- 2010 : Piano Car - avec Stefano Ianne
- 2019 : Whispered Wishes - avec Michel Bisceglia et Didier François
- 2023 : Contemporary World feat. Trilok Gurtu[4] Concert, chez a Simple Lunch.

## N & Références
1. ↑  « World Music Festival Yverdon », sur worldmusicfestival.org
2. ↑  Discographie sur le site de Trilok Gurtu
3. ↑  « City Of Light, by Bill Laswell featuring Coil, Trilok Gurtu, Lori Carson », sur Bill Laswell (consulté le 3 novembre 2024)
4. ↑  « Contemporary World feat. Trilok Gurtu, by FontanaMIXensemble feat. Trilok Gurtu », sur a simple lunch (consulté le 3 novembre 2024)